# Antirrhinum barrelieri
El Antirrhinum barrelieri, la becerrilla de hoja estrecha es una especie de la familia de las plantagináceas.

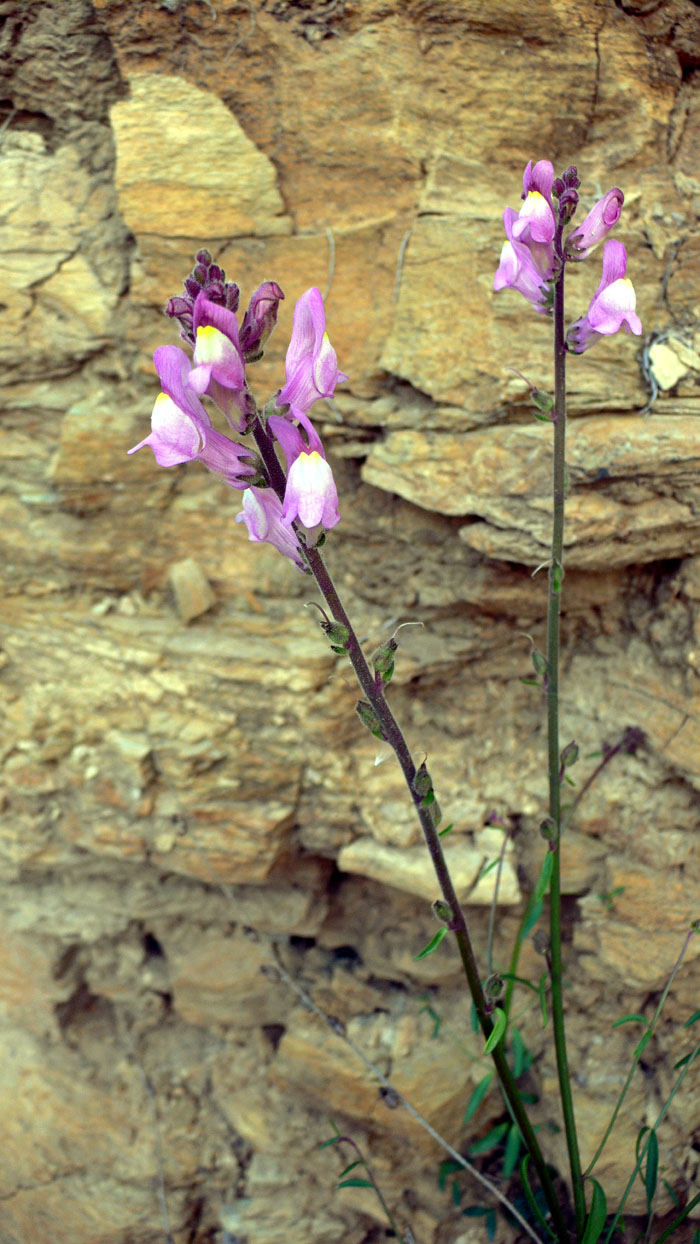
Vista de la planta

## Descripción
Es una planta elevada y muy ramificada, que puede alcanzar más de un metro de altura. Tiene los tallos glabrescentes por su mitad inferior, aunque son glandulosos en la parte próxima a la inflorescencia. Las hojas son lineares, de 1-4 mm de anchura. Presenta unas flores vistosas, de color rosa violáceo y de unos 20-25 mm de longitud. Los segmentos del cáliz son lineares, con el ápice agudo. Estas dos últimas características la diferencian de la subsp. litigiosum, que tiene los segmentos del cáliz obtusos, ovados y la corola de mayor tamaño. 

## Distribución y hábitat
Es natural de la región del Mediterráneo occidental, donde crece en matorrales, pedregales y roquedos sobre terrenos varios, sobre todo calcáreos.

## Taxonomía
Antirrhinum barrelieri fue descrita por Alexandre Boreau y publicado en Index Seminum (ANGGA) 1854: 2. 1854.
Etimología
Antirrhinum: nombre genérico que deriva de las palabras griegas anti = "como" y rhinon = "nariz," a causa de que las flores parecen apéndices nasales.
barrelieri: epíteto otorgado en honor del botánico francés Jacques Barrelier (1606-1673), autor de Plantae per Galliam, Hispaniam et Italiam Observatae, Iconobus Aeneis Exhibitae (Paris, 1714).
Sinonimia
- Antirrhinum barrelieri subsp. litigiosum (Pau) O. Bolòs & Vigo
- Antirrhinum barrelieri var. genuinum Maire
- Antirrhinum litigiosum Pau
- Antirrhinum majus subsp. barrelieri (Boreau) Malag.
- Antirrhinum majus subsp. litigiosum (Pau) Rothm.
- Antirrhinum majus var. litigiosum (Pau) Jahand. & Maire
- Antirrhinum segarrae Sennen
- Antirrhinum siculum var. elatum Costa[4]

## Nombres comunes
- Castellano: alegrías, becerrilla de hoja estrecha, boca de dragón, conejitos, dragoncillo, dragones, gaticos, verbena, zapaticos de Nuestro Señor, zapaticos de Virgen, verbena.[5]
- Catalán: Conillets.